# Dryopteris jiucaipingensis
Dryopteris jiucaipingensis är en träjonväxtart som beskrevs av P. S. Wang, Q. Luo och Li Bing Zhang. Dryopteris jiucaipingensis ingår i släktet Dryopteris och familjen Dryopteridaceae. Inga underarter finns listade.